# Lourosa (Santa Maria da Feira)
Lourosa es una freguesia portuguesa del concelho de Santa Maria da Feira, con 6,41 km² de superficie y 10 000 habitantes (2001). Su densidad de población es de 1 435,9 hab/km².